# 国鉄1530形蒸気機関車

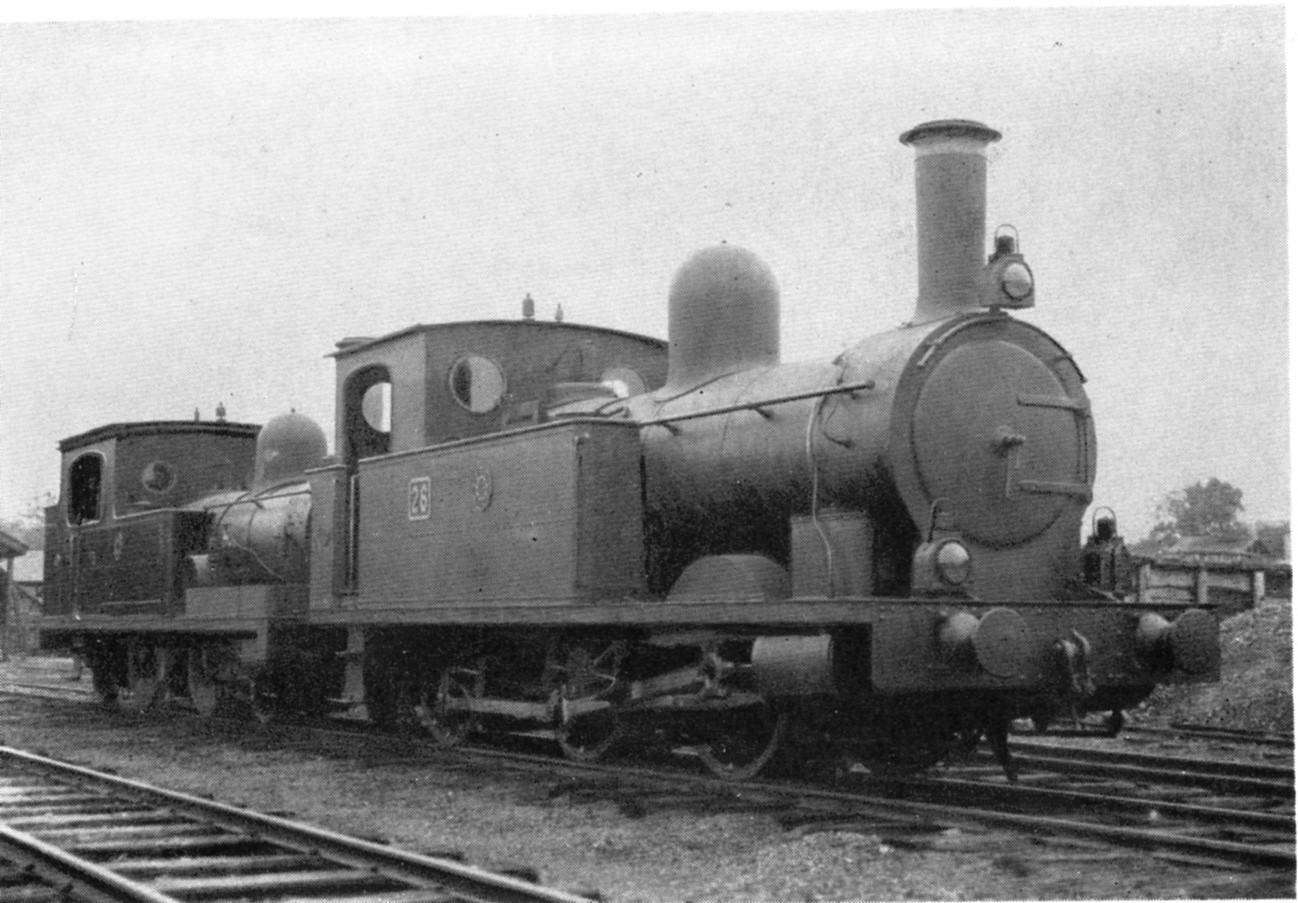
九州鉄道 26（後の鉄道院 1531）

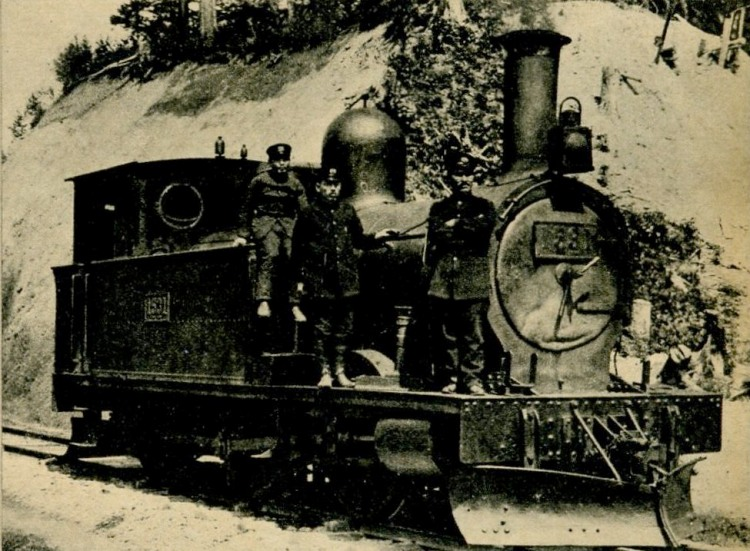
川上線での1531(日本統治時代)

1530形は、かつて日本国有鉄道の前身である鉄道院に在籍したタンク式蒸気機関車である。

## 概要
元は、九州鉄道が1894年（明治27年）にイギリスのシャープ・スチュアート社から2両（製造番号4014，4015）を輸入した車軸配置0-6-0(C)の単式2気筒、飽和式中型タンク機関車で、1907年（明治40年）の国有化により、国有鉄道籍を得たものである。九州鉄道では25形（25, 26）と称したが、1909年（明治42年）に制定された鉄道院の車両形式称号規程により、1530形（1530, 1531）と改称された。
本形式は、国有化後も北九州地区で建設用に使用されていたが、1915年（大正4年）7月に樺太庁鉄道に移管され、鉄道院時代の形式番号のまま、おもに東海岸線および川上線で使用された。また、この間に煙室を延長・大型化したため形態を崩している。使用成績は良好で、1943年（昭和18年）の南樺太の内地化によって、鉄道省（国有鉄道）に再編入され、太平洋戦争終戦間際まで、入換用として大泊で使用されていたのが確認されている。
1945年（昭和20年）のソビエト連邦軍による樺太侵攻にともなって、本形式も接収され、ソ連国鉄に編入されたものと思われるが、その後の消息は明らかでない。

## 主要諸元
- 全長：8,617mm
- 全高：3,671mm
- 軌間：1,067mm
- 車軸配置：0-6-0(C)
- 動輪直径：1245mm
- 弁装置：スチーブンソン式基本型

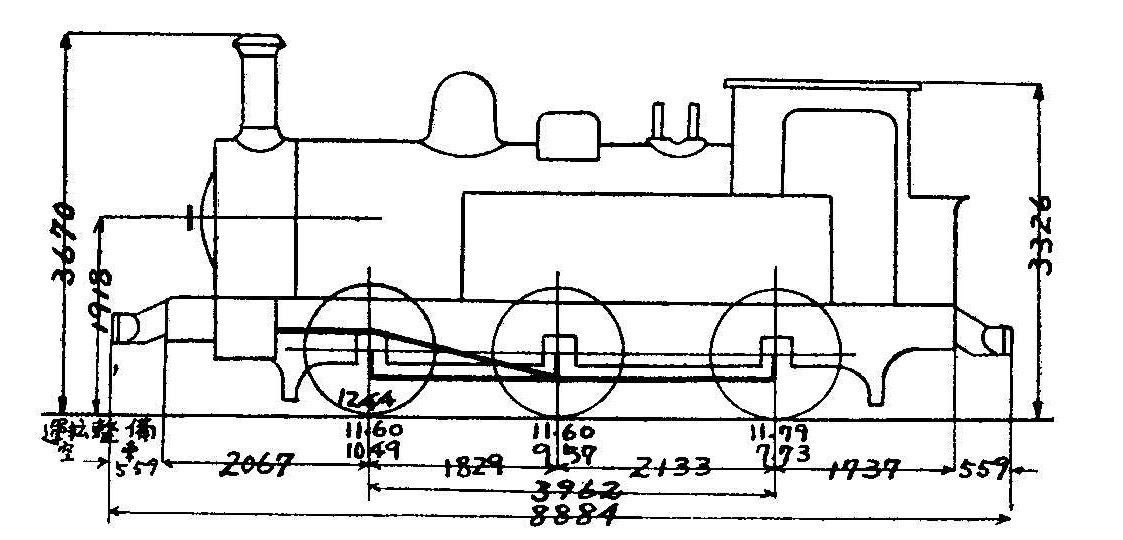
形式図

- シリンダー（直径×行程）：381mm×508mm
- ボイラー圧力：9.8kg/cm2
- 火格子面積：1.1m2
- 全伝熱面積：74.4m2
  - 煙管蒸発伝熱面積：67.5m2
  - 火室蒸発伝熱面積：6.9m2
- ボイラー水容量：2.3m3
- 小煙管（直径×長サ×数）：44.5mm×3,183mm×152本
- 機関車運転整備重量：34.99t
- 機関車空車重量：27.80t
- 機関車動輪上重量（運転整備時）：34.99t
- 機関車動輪軸重（最大・第3動輪上）：11.79t
- 水タンク容量：3.31m3
- 燃料積載量：1.22t
- 機関車性能
  - シリンダ引張力（0.85P）：4,930kg
- ブレーキ装置：手ブレーキ